# 675. pehotni polk (Wehrmacht)
Za druge 675. polke glejte 675. polk.
675. pehotni polk (izvirno nemško Infanterie-Regiment 675) je bil eden izmed pehotnih polkov v sestavi redne nemške kopenske vojske med drugo svetovno vojno.

## Zgodovina
Polk je bil ustanovljen 18. marca 1940 kot polk 9. vala iz osebja obmejnih enot ter dodeljen 395. pehotni diviziji.
17. avgusta 1940 je bil polk razpuščen; ostanki so bili dodeljeni Heimatwachu in posadkam vojnoujetniških taborišč.